# Xian de Pucheng (Shaanxi)
Pour les articles homonymes, voir Pucheng.
Le xian de Pucheng (蒲城县 ; pinyin : Púchéng Xiàn) est un district administratif de la province du Shaanxi en Chine. Il est placé sous la juridiction de la ville-préfecture de Weinan.

## Démographie
La population du district était de 721 648 habitants en 1999.